# Santiago Futsal

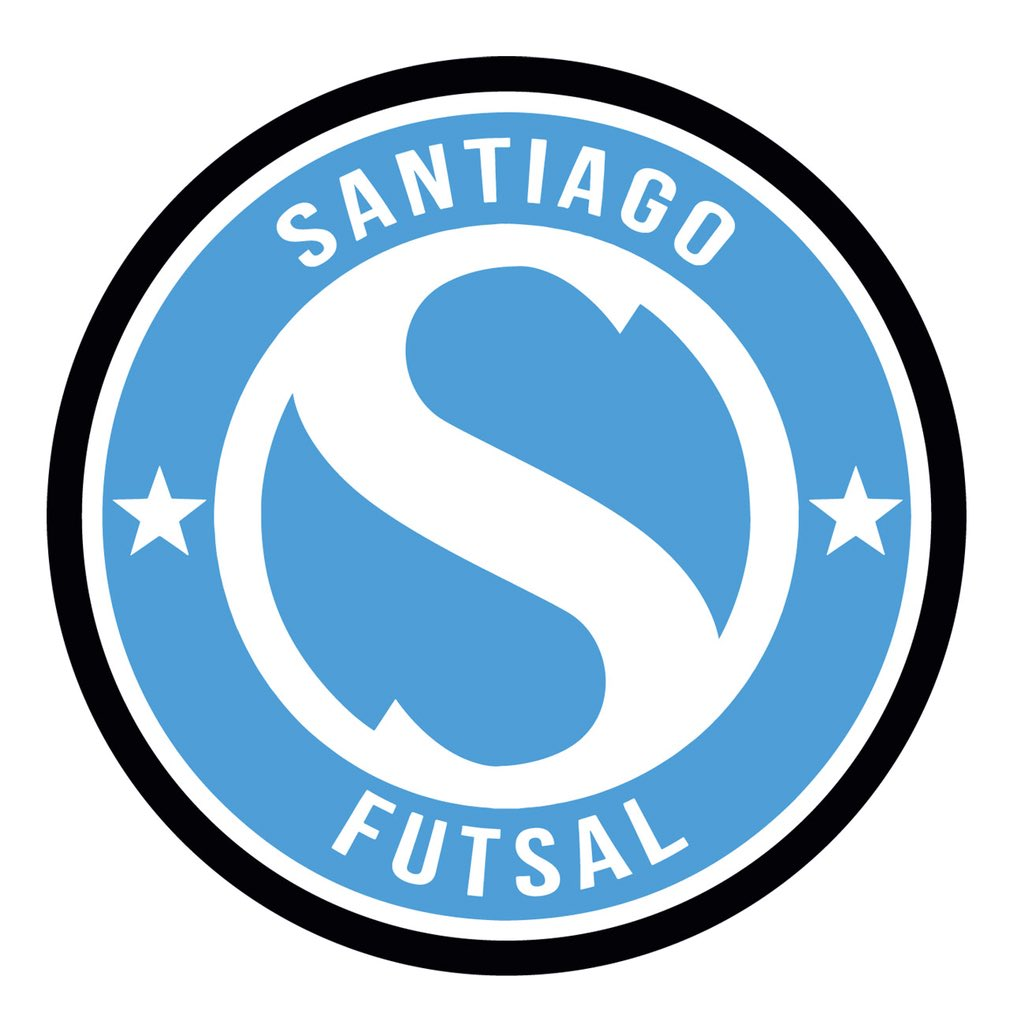
Écusson de club Santiago Futsal

Le Santiago Futsal, connu jusqu'à la saison 2011-2012 comme Lobelle de Santiago, est un club espagnol de futsal fondé en 1975 et basé à Saint-Jacques-de-Compostelle.

## Histoire
Le club est fondé en 1975 par José Antonio Lobelle, un concessionnaire automobile qui va présider le club jusqu'en 2012. En 2015, le club fait face à une procédure d'insolvabilité, qui le laisse avec une dette de 1,8 million d'euros. 
Le club compte à son palmarès une Coupe d'Espagne (2006),, une Coupe d'Europe des vainqueurs de coupe (2007) et une Supercoupe d'Espagne (2010).